# ブルーにこんがらがって
「ブルーにこんがらがって」（Tangled Up in Blue）は、ボブ・ディランの楽曲。アルバム『血の轍』（1975年）収録。シングルとしてリリースされ、ビルボードで31位を記録した。
『ローリング・ストーン(Rolling Stone)』誌が選んだ「ローリング・ストーンの選ぶオールタイム・グレイテスト・ソング500」（2021年版）では67位にランクされている。ロックの殿堂の「ロックン・ロールの歴史500曲（500 Songs that Shaped Rock and Roll）」の1曲にも選出されている。

## 収録アルバム

### スタジオ録音
- 血の轍（1975年）
- バイオグラフ（1985年）
- ブートレッグ・シリーズ第1〜3集（1991年）
オルタネイト・テイク

他

### ライブ録音
- リアル・ライブ（1984年）
1984年7月イギリス
- ローリング・サンダー・レヴュー（2002年）
1975年11月21日マサチューセッツ州ボストン、ボストン・ミュージック・ホール、第二ショー
初回限定付属DVDには、映像が収録